# En sueños
En sueños será una película animada estadounidense de fantasía musical dirigida por Alex Woo y codirigida por Erik Benson.
Se planea su estreno para el 14 de noviembre de 2025 en Netflix en Estados Unidos, y tendrá un estreno en cines limitado el 7 de noviembre de 2025. 

## Producción
En abril de 2023, se reveló que Erik Benson y Alex Woo escribirían el guion de la película animada "In Your Dreams", producida por Netflix Animation. Sony Pictures Imageworks se encargaría de la animación. El estudio seleccionó a Benson como codirector y a Woo como director creativo de la película. En junio de 2024, se anunció que Woo escribiría la historia junto a Stanley Moore.

## Reparto
En junio de 2024, se anunció la incorporación de Simu Liu y Craig Robinson al reparto. En marzo de 2025, se reveló la incorporación de Cristin Milioti, Jolie Hoang-Rappaport, Elias Janssen, Gia Carides, Omid Djalili, SungWon Cho y Zachary Noah Piser, con la animación ya en marcha.
- Cristin Milioti como Mamá
- Simu Liu como Papá
- Craig Robinson como Baloney Tony.
- Jolie Hoang-Rappaport como Stevie
- Elias Janssen como Elliot, Omid Djalili, Gia Carides, SungWon Cho y Zachary Noah Piser. [2]